# Futbol'nyj Klub Karpaty 2011-2012
Questa voce raccoglie rosa, risultati e statistiche relative al Futbol'nyj Klub Karpaty per la stagione 2011-2012.

## Rosa
| N. |                        | Ruolo | Calciatore                 |
| -- | ---------------------- | ----- | -------------------------- |
| 3  | Brasile (bandiera)     | D     | Murilo                     |
| 4  | Serbia (bandiera)      | D     | Ivan Milošević             |
| 7  | Nigeria (bandiera)     | C     | Samson Godwin              |
| 8  | Ucraina (bandiera)     | D     | Ihor Oščypko               |
| 9  | Spagna (bandiera)      | C     | Cristóbal Márquez          |
| 10 | Georgia (bandiera)     | A     | Aleksandre Guruli          |
| 11 | Estonia (bandiera)     | A     | Sergei Zenjov              |
| 14 | Bielorussia (bandiera) | A     | Andrėj Varankoŭ            |
| 15 | Ucraina (bandiera)     | D     | Taras Petrivs'kyj          |
| 16 | Ucraina (bandiera)     | C     | Ihor Chudob"jak (capitano) |
| 17 | Ucraina (bandiera)     | C     | Oleh Holodjuk              |
| 18 | Ucraina (bandiera)     | C     | Mychajlo Kopolovec'        |
| 19 | Ucraina (bandiera)     | C     | Jaroslav Martynjuk         |
| 21 | Slovenia (bandiera)    | D     | Gregor Balažic             |
| 22 | Ucraina (bandiera)     | P     | Andriy Tlumak              |
| 25 | Ucraina (bandiera)     | C     | Andrij Tkačuk              |

| N. |                               | Ruolo | Calciatore              |
| -- | ----------------------------- | ----- | ----------------------- |
| 27 | Brasile (bandiera)            | C     | Eric de Oliveira        |
| 29 | Ucraina (bandiera)            | P     | Oleksandr Ilyuschenk'ov |
| 32 | Macedonia del Nord (bandiera) | P     | Martin Bogatinov        |
| 36 | Ucraina (bandiera)            | A     | Volodymyr Hudyma        |
| 37 | Ucraina (bandiera)            | D     | Ihor Tistyk             |
| 40 | Ucraina (bandiera)            | A     | Pavlo Hordiychuk        |
| 41 | Ucraina (bandiera)            | D     | Stepan Hirs'kyj         |
| 43 | Ucraina (bandiera)            | C     | Ihor Ozarkiv            |
| 44 | Ucraina (bandiera)            | D     | Artem Fedec'kyj         |
| 50 | Ucraina (bandiera)            | A     | Volodymyr Kostevyč      |
| 71 | Ucraina (bandiera)            | P     | Roman Dankovych         |
| 77 | Spagna (bandiera)             | A     | Lucas                   |
| 80 | Brasile (bandiera)            | A     | William Batista         |
| 88 | Georgia (bandiera)            | C     | Murtaz Daushvili        |
| 99 | Argentina (bandiera)          | A     | Germán Pacheco          |
|    | Polonia (bandiera)            | C     | Jakub Tosik             |

## Risultati

### Europa League
| Arbitro: | Strömbergsson |

|                              |           |  |
| Fedetskiy 34’ Voronkov 90+3’ | Marcatori |  |

| Arbitro: | Hategan |

|              |           |                                        |
| McMillan 57’ | Marcatori | 22’ Zenjov 64’ Khudobyak 83’ Oshchypko |

| Arbitro: | Malek |

|                           |           |  |
| Athanasiadis 15’ Lino 56’ | Marcatori |  |

| Arbitro: | Fautrel |

|                  |           |              |
| Lucas 45’ (rig.) | Marcatori | 55’ Mpalafas |